# Scerni

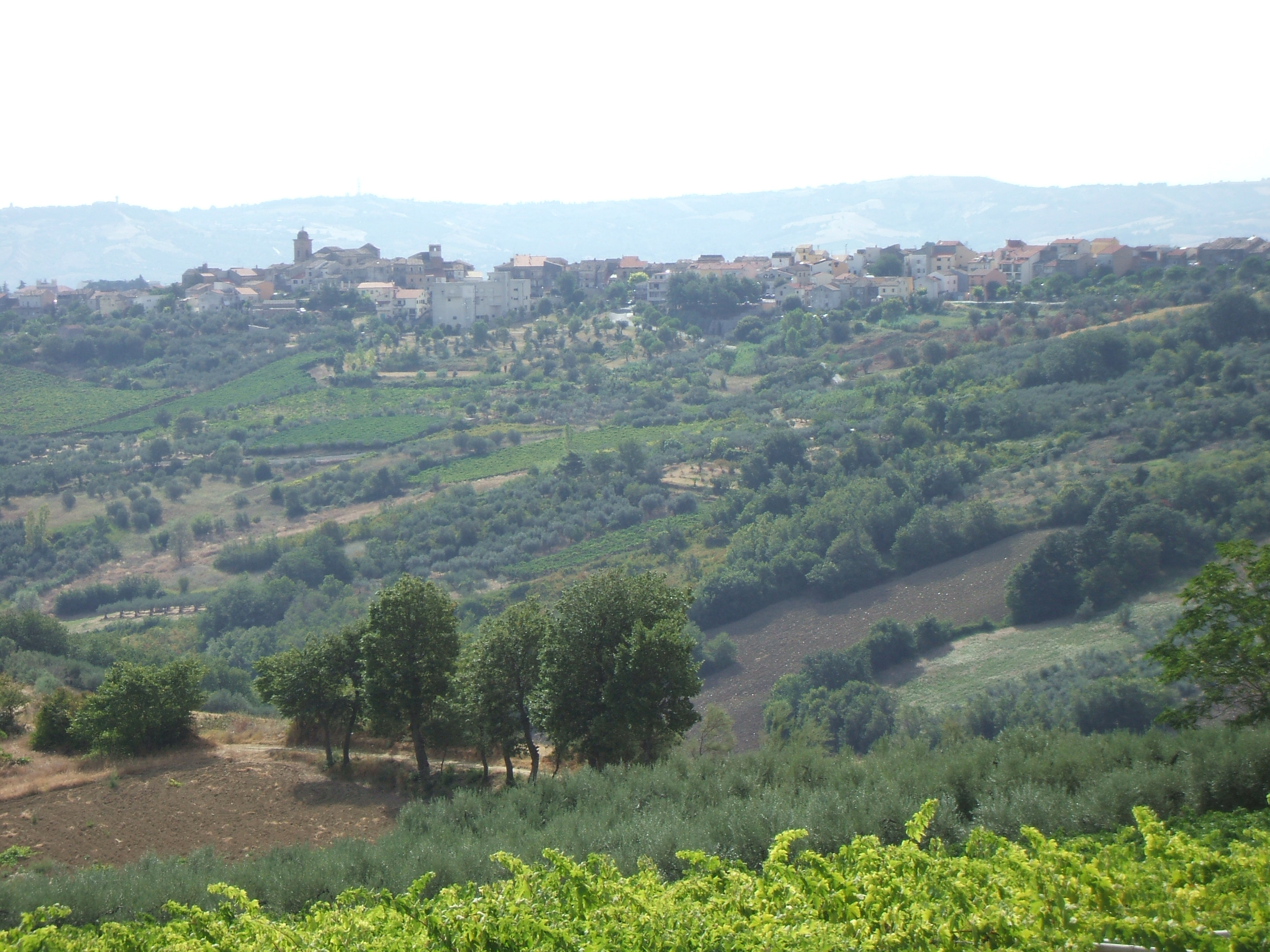
Blick auf Scerni

Scerni (im lokalen Dialekt: Scirne) ist eine italienische Gemeinde (comune) mit 2941 Einwohnern (Stand 31. Dezember 2023) in der Provinz Chieti in den Abruzzen. Die Gemeinde liegt etwa 41 Kilometer südöstlich von Chieti. Die östliche Gemeindegrenze bildet der Sinello.

## Geschichte
Scerni wird erstmals urkundlich in einer Schenkungsurkunde des Klosters Santo Stefano in Rivo Maris erwähnt.

## Kulinaria
Aus Scerni stammt insbesondere die Salami Ventricina.
In der Gemeinde werden Reben der Sorte Montepulciano für den DOC-Wein Montepulciano d’Abruzzo angebaut.